# Étienne Pergamos
Étienne Pergamos est un eunuque byzantin actif dans les années 1040, à la fois comme courtisan et comme général.

## Biographie

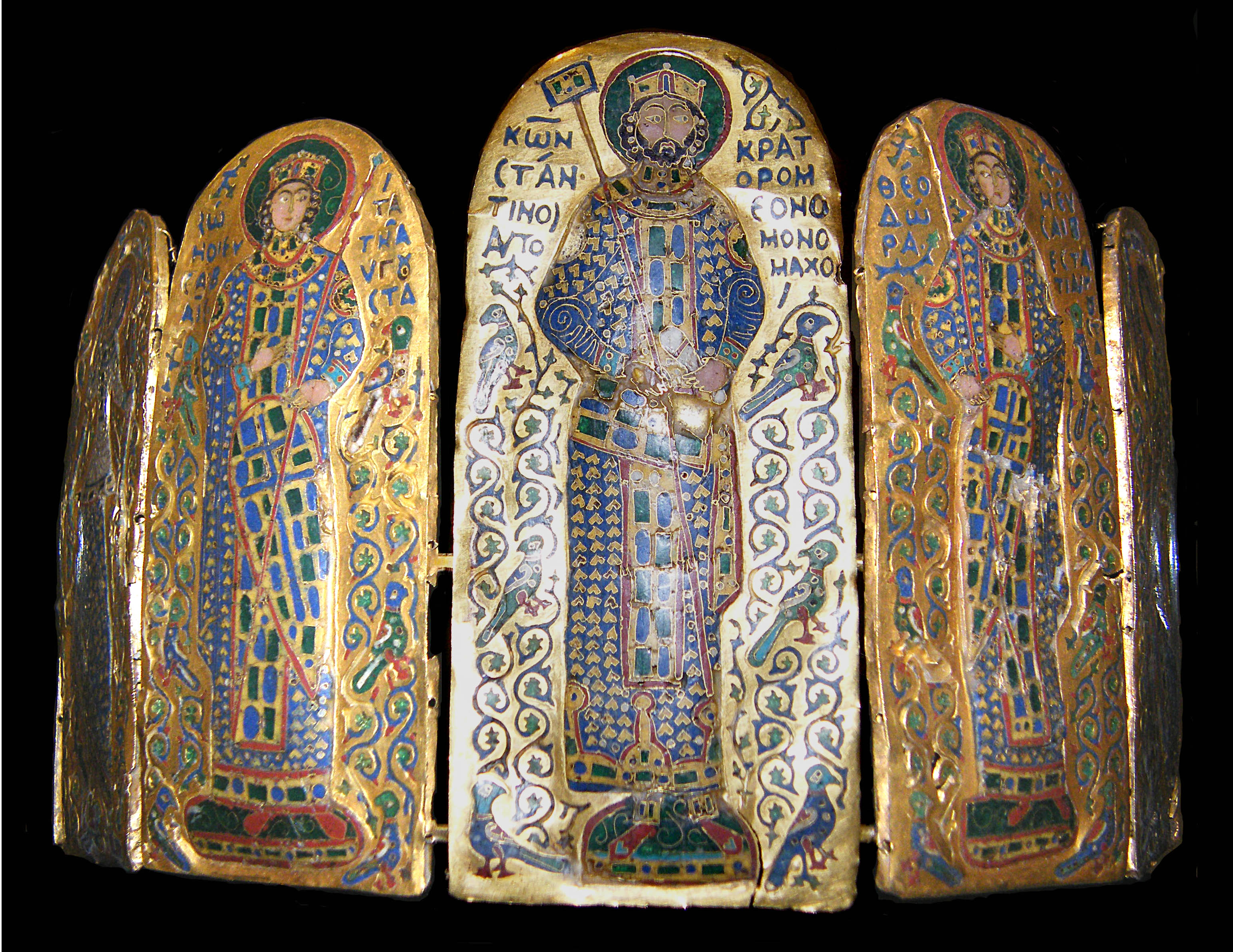
La Couronne de Constantin Monomaque, peut-être donnée en cadeau à Etienne Pergamos.

Il apparaît dans les sources vers 1040 comme un proche de l'impératrice Zoé Porphyrogénète. Il semble notamment être à l'initiative de la dénonciation d'un complot visant l'empereur Michel IV et fomenté par le puissant général Georges Maniakès, ce qui conduit à l'exil temporaire de celui-ci. En 1042, c'est lui qui annonce à Constantin Monomaque qu'il a été choisi comme époux par Zoé, et donc qu'il devient le nouvel empereur. En 1043, c'est de nouveau à Maniakès qu'il s'oppose mais cette fois, celui-ci s'est effectivement rebellé depuis l'Italie byzantine et a débarqué vers Dyrrachium, menaçant le pouvoir de Constantin IX. Ce dernier n'a guère d'expérience militaire et il préfère nommer Étienne, alors sébastophore, à la tête des troupes. Pourtant, l'eunuque ne semble pas disposer d'une sérieuse expérience de la guerre non plus mais Constantin voit sans doute dans sa condition d'eunuque une assurance contre tout soulèvement, car il ne peut prétendre à la dignité impériale. Quoi qu'il en soit, après avoir été malmené par les troupes de Maniakès dans les premiers temps de la bataille près d'Ostrovo (aujourd'hui Arnissa en Grèce), le général rebelle trouve la mort dans la mêlée, ce qui met un terme à la bataille et donc au soulèvement. Pour Étienne, c'est un triomphe et il ramène la tête du général à Constantin IX, qui le gratifie de nombreux honneurs.
En dépit des faveurs dont il dispose à la cour, Étienne Pergamos est mêlé à un complot peu de temps après avec le gouverneur de Mélitène. Il est alors condamné à l'exil, tonsuré et ses propriétés confisquées.
Selon Timothy Dawson, Pergamos pourrait être le bénéficiaire de la couronne de Constantin Monomaque, un objet d'art découvert en Hongrie, potentiellement créé sous Constantin IX et dont la nature reste débattue. Pour l'historien, il s'agirait d'un cadeau de l'empereur pour Étienne Pergamos à la suite de son succès contre Maniakès, selon le même principe de l’armilla de l'époque romaine, une sorte de bracelet conféré à des soldats victorieux
.